# A. P. Younger
Pour les articles homonymes, voir Younger.
A.P. Younger (né Andrew Percy Younger le 25 septembre 1890 et mort le 29 novembre 1931) était un scénariste américain. Il a participé à l'écriture de 60 films entre 1919 et 1931. Il est né à Sacramento et s'est suicidé le 29 novembre 1931 à Hollywood.

## Filmographie partielle
- 1919 : Fair and Warmer
- 1920 : Vive la liberté (The Walk-Offs) de Herbert Blaché
- 1920 : Are All Men Alike?
- 1921 : Rich Girl, Poor Girl
- 1922 : The Galloping Kid (scénario)
- 1922 : The Lone Hand
- 1923 : Le Vertige du plaisir (Pleasure Mad) de Reginald Barker
- 1923 : Drifting
- 1924 : Why Men Leave Home
- 1925 : L'Aventure (Adventure) de Victor Fleming
- 1925 : Souls for Sables
- 1926 : Brown of Harvard (scénario)
- 1927 : Slide, Kelly, Slide (scénario)
- 1927 : Tillie the Toiler (d'après le comic strip du même nom)
- 1928 : Dans la ville endormie (While the City Sleeps) de Jack Conway
- 1929 : Sally (scénario, non crédité)
- 1930 : Mademoiselle, écoutez-moi donc ! (The Girl Said No) (histoire)
- 1930 : Sunny Skies (1930 film) (histoire)
- 1931 : Fille de luxe (Five and Ten) de Robert Z. Leonard
- 1931 : The Single Sin